# Marcipalina minima
Marcipalina minima là một loài bướm đêm trong họ Erebidae.